# Udey Chand
Udey Chand (nascido em 25 de junho de 1935) é um ex-lutador indiano e treinador de wrestling que foi o primeiro medalhista de campeonato mundial individual da Índia independente. Foi agraciado com o primeiro prêmio Arjuna do esporte wrestling em 1961, pelo governo da Índia.
Nasceu na aldeia Jandli, do distrito de Hisar, em 1935, e atualmente reside em Hisar.
Começou sua carreira com o exército indiano e fez história ao conquistar uma medalha de bronze na categoria até 67 kg do estilo livre masculino no Campeonato Mundial de Luta, em 1961, disputado no Iocoama, Japão.
Chand participou de três edições dos Jogos Olímpicos de Verão, entre 1960 e 1968 e terminou na honrosa sexta posição, em 1968. Também competiu nos Jogos Asiáticos de 1962 e de 1966, conquistando medalha de prata e de bronze na categoria até 70 kg, respectivamente. Entre 1958 e 1970, continuava sendo incontestável campeão indiano.
Depois de se aposentar do exército indiano, ingressou na Universidade Agrícola de Haryana, em Hisar, como treinador e seus serviços prestados ao batalhão entre os anos de 1970 e 1996.